# Montalto Carpasio
Montalto Carpasio est une commune italienne situé dans la province d'Imperia, l'ancien village de Carpasio fait face au Colle d'Oggia, Montalto Ligure quant à lui fait face au nord de Badalucco dans la vallée de l'Argentina. Les communes fusionnent le 1er janvier 2018.